# Mahlberg
Mahlberg (pronunciación en alemán: /ˈmaːlˌbɛʁk/ⓘ) es una pequeña ciudad de Alemania perteneciente al distrito de Ortenau, en el estado federado de Baden-Wurtemberg.

## Puntos de interés

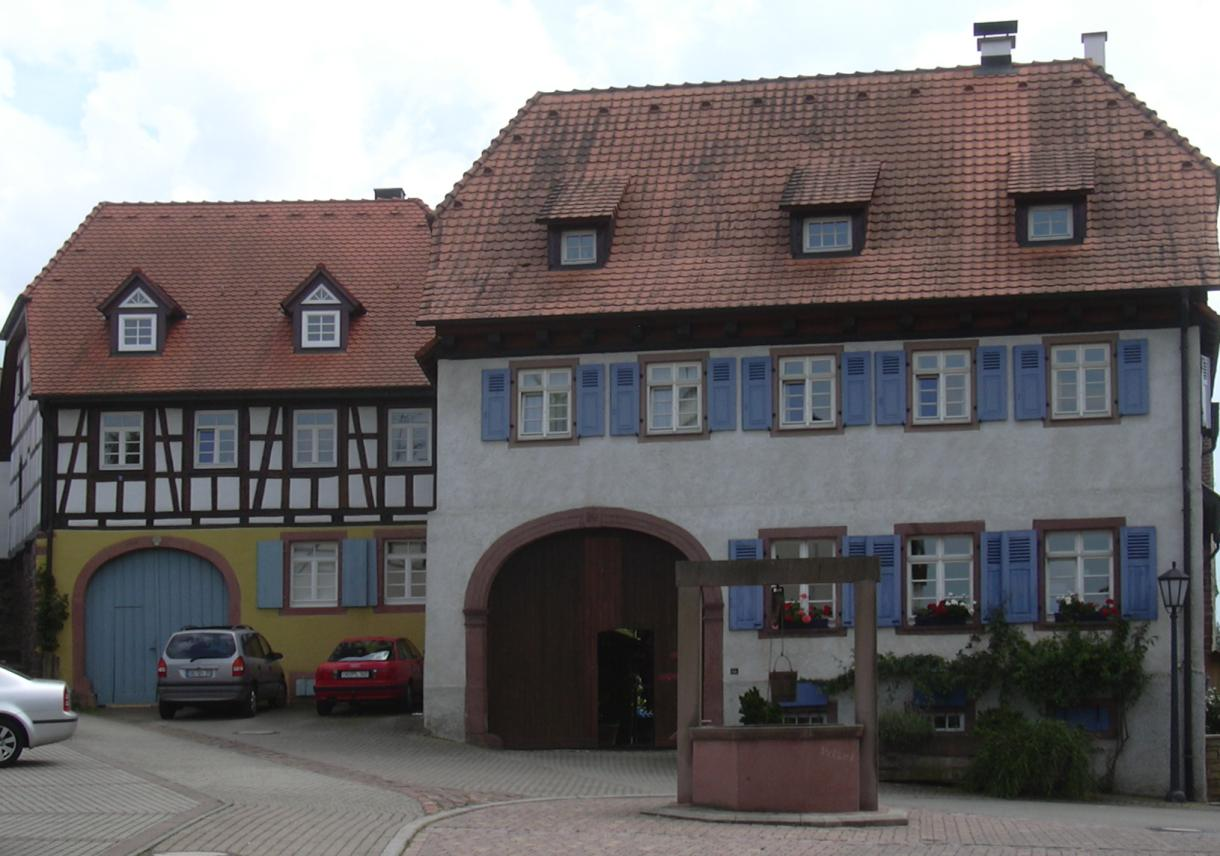
Pozo de rueda y granja del pozo de rueda

- Palacio barroco al lado del viejo castillo. El día del monumento abierto el área está abierto al público.[2]
- Iglesia protestante[3]
- Iglesia católica. La pietà en la iglesia fue mostrada en la Exposición Universal de Chicago de 1893.[4]
- Pozo de rueda (Radbrunnen), el primer pozo público de la ciudad que fue construido entre 1200 y 1250. En el siglo XIII o XIX la rueda fue sustituida por una bomba de madera.[5]
- Granja del pozo de rueda (Radbrunnenhof) consistente de residencia señorial, granero de piedra arenisca con entramado y otros edificios de la granja.[6]
- Museo de Tabaco del Rin Superior (Oberrheinisches Tabakmuseum) en una vieja fábrica de cigarros.[7]